# Воронов, Михаил Романович
Михаил Романович Воронов (30 ноября 1918, хутор Поруба, Трубчевский уезд, Орловская губерния, РСФСР — 20 марта 2022, Туапсе, Россия) — советский военный деятель, полковник.

## Биография
Родился 30 ноября 1918 года на хуторе Поруба (ныне Брянская область). Член ВКП(б) с 1942 года.
В 1939—1970 годах:
- 30-я стрелковая дивизия, участник Великой Отечественной войны (участвовал в боях на Дону, под Курском, Варшавой[1]);
- заместитель командира батальона района ПВО;
- 505-й зенитно-артиллерийский полк (город Свердловск);
- начальник штаба 4-й отдельной армии ПВО.

1 мая 1960 года майор Михаил Воронов, будучи начальником штаба, исполнял обязанности командира зенитно-ракетного дивизиона, сбившего под Свердловском самолёт-нарушитель U-2. В числе других, отличившихся при пресечении полёта U-2, был награждён орденом Красного Знамени. 
Делегат XXII съезда КПСС.
Скончался 20 марта 2022 года в Туапсе.